# Abies delavayi var. motuoensis
Abies delavayi var. motuoensis W.C.Cheng & L.K.Fu, è una varietà naturale di A. delavayi appartenente alla famiglia delle Pinaceae, endemica delle zone di alta montagna del sud-est della Regione Autonoma del Tibet in Cina e dell'Arunachal Pradesh in India.

## Etimologia
Il nome generico Abies, utilizzato già dai latini, potrebbe, secondo un'interpretazione etimologica, derivare dalla parola greca ἄβιος = longevo. Il nome specifico delavayi fu assegnato in onore di Pierre Jean Marie Delavay, missionario gesuita, botanico e esploratore francese del XIX secolo. L'epiteto motuensis fa riferimento alla contea di Mòtuō, zona della Regione Autonoma del Tibet da cui proviene l'olotipo di questa varietà di abete.

## Descrizione
Questa varietà differisce da A. delavayi per i germogli molto pubescenti e per gli aghi lunghi 2-3,2 cm.

## Distribuzione e habitat
Cresce in alta montagna a quote di 3000–3800 m formando foreste estese ma anche frammentate; tra le specie associate si annoverano alberi e arbusti dei generi Sorbus, Viburnum, Rhododendron e della famiglia Araliaceae.

## Usi
Il suo legno viene utilizzato localmente in edilizia.

## Conservazione
Il suo areale è esteso anche se in parte frammentato, con una consistenza numerica della popolazione soddisfacente; non sono noti rischi specifici per questà varietà di A. delavayi, che pertanto viene classificata come specie a rischio minimo (least concern in inglese) nella Lista rossa IUCN.